# AZS Koszalin
AZS Koszalin ist ein polnischer Basketball-Klub aus Koszalin, der in der Polska Liga Koszykówki spielt.

## Geschichte
Der Verein wurde am 8. Oktober 1968 gegründet. In der Absicht der Gründer lag es, das Sportleben in Koszalin und der Region zwischen Stettin und Danzig zu beleben. Zu Beginn bot der Verein eine Reihe von Sportarten an: Volleyball, Basketball, Schwimmen, Leichtathletik, Badminton und Judo.
AZS wuchs und ging etliche Kooperationen mit örtlichen Schulen in Koszalin ein. In der Folge dieser Kooperationen stellten sich einige nationale und sogar internationale Erfolge ein. Schüler dieser Schulen wurden bekannte Olympiaathleten und repräsentierten Polen international.
Schließlich konzentrierte sich AZS hauptsächlich auf das Basketball-Team der Männer, die Frauen-Basketball-Mannschaft zog sich 1999 vom Wettkampfbetrieb zurück.
Gegenwärtig gilt alle Aufmerksamkeit der ersten Mannschaft. Das Training für Kinder und Jugendliche ist gleichfalls auf dieses Ziel ausgerichtet. Schließlich folgten die Aufstiege in die Erste Liga und 2003 in die Ekstraliga sowie 2010 der Gewinn des Polnischen Basketball-Pokals.

## Platzierungen
- 1970 Aufstieg in die 2. Liga
- 1986 Aufstieg in die seinerzeitige 1. Liga (heute: Ekstraklasa) bei einem Aufstiegsturnier in Kielce
- 1986/87: 10. Platz
- 1987/88: 9. Platz
- 1988/89: 7. Platz
- 1989/90: 7. Platz
- 1990/91: 11. Platz und Abstieg in die 2. Liga
- 1991/92: 5. Platz
- 1992/93: 4. Platz
- 1993/94: 11. Platz – Abstieg in die 3. Liga
- 1994/95: 1. Platz, Wiederaufstieg in die 2. Liga
- 1995/96: 11. Platz – Abstieg in die 3. Liga
- 1996/97: 1. Platz, neuerlicher Wiederaufstieg in die 2. Liga
- 1997/98: 8. Platz
- 1998/99: 11. Platz
- 1999/2000: 7. Platz – Aufstieg in die reorganisierte 1. Liga
- 2000/01: 7. Platz
- 2001/02: 3. Platz
- 2002/03: 1. Platz – Aufstieg in die Ekstraklasa
- 2003/04: 10. Platz
- 2004/05: 10. Platz
- 2005/06: 11. Platz
- 2006/07: 11. Platz
- 2007/08: 7. Platz
- 2008/09: 7. Platz
- 2009/10: 6. Platz sowie Gewinn des Polnischen Basketball-Pokals
- 2010/11: 8. Platz
- 2011/12: 8. Platz
- 2012/13: 3. Platz
- 2013/14: 8. Platz
- 2014/15: 7. Platz
- 2015/16: 12. Platz
- 2016/17: 14. Platz